# هنري بود
هنري بود هو قسيس ومترجم كندي، ولد في 1812 في Norway House ‏ في كندا، وتوفي في 2 أبريل 1875 في ذا باس ‏ في كندا.